# 吉松隆
吉松 隆（よしまつ たかし、1953年〈昭和28年〉3月18日 - ）は、日本の作曲家。東京都渋谷区生まれ。

## 人物・経歴
幕末維新期の国学者・大国隆正の子孫として東京代々木に生まれ育つ。曽祖父・吉松駒造は東宮（のちの昭和天皇）の侍医。幼少時は犬を飼っており、散歩中に発見したがらくたを組み立てることを日課としていたという。
渋谷区立幡代小学校、渋谷区立代々木中学校を経て、慶應義塾高等学校に入学。当初は医学部進学を目指していたが、徐々に作曲に没頭するようになり、やがて交響曲作家に志望を変更。「これからは音楽をやるにもコンピュータは必要だろう」との考えから、慶應義塾大学工学部に進学。大学在学中、松村禎三に弟子入りする。作風において影響は全く受けなかったというが、1974年のピアノ独奏曲「シリウスの伴星によせる」（作品番号1）には、松村を含む現代音楽の影響が濃厚である。和声と対位法を学ぶよう勧められ、東京藝術大学教授の川井学を紹介されたが数ヶ月でレッスン受講を断念。1974年3月には大学を退学。
またこの頃には芸術音楽としての作曲を行う一方、ピンク・フロイド、イエス、EL&P等のプログレッシブ・ロックに心酔し、キーボード奏者としてロックバンドにも参加した。
1975年、松村の紹介で原田力男と出会い、1978年11月28日、原田主催のプライヴェート・コンサートで「忘れっぽい天使」を発表し、作曲家としてデビュー（ただし作曲料は無償だった）。その間、さまざまな作曲コンクールに20回ほど応募してことごとく落選したが、1980年、オーケストラのための「ドーリアン」が交響楽振興財団作曲賞に入選。次いで1981年に「朱鷺によせる哀歌」が現代の音楽展'81で初演され、高い評価を受け、若い世代の作曲家の1人として認知された。なお青島広志の著書『作曲家の発想術』（講談社現代新書、2004年）には、「朱鷺によせる哀歌」で尾高賞を受賞したという記述があるが（p.263）誤りであり、吉松本人も自身のサイトで否定している。シェーンベルク、シュトックハウゼンやクセナキスなど、メロディや和音を否定した無調音楽を中心とする現代音楽の非音楽的傾向に反旗をひるがえし、「現代音楽撲滅運動」と「世紀末抒情主義」を提唱。1984年、西村朗と共に世紀末音楽研究所を設立。交響曲、協奏曲など数多くの作品を発表。1998年からイギリスのシャンドスとレジデント・コンポーザーの契約を結び、交響曲をはじめとする多くのオーケストラ作品が録音された。
ちなみにトレードマークである髭は、交響曲第3番 Op.75の作曲中自室で約3ヶ月作業に没頭していたことから以降はこのままの状態でいこうと決めたという。
2009年、EL&Pの組曲「タルカス」をオーケストラ曲に編曲、同曲は翌年「タルカス〜クラシックmeetsロック」としてCD発売され、NHK大河ドラマ『平清盛』の劇中音楽に採用され話題を呼んだ。コンサートでの反響は「プログレ」ファンと「クラシック」ファンが重なることによるものとの分析もあり、幅広い支持を得る吉松の音楽性を物語る事例としても捉えられる。
2013年に室内管弦楽のための作品である「京都によせる小品」が6月に京都駅で、いずみシンフォニエッタ大阪の委嘱作である交響曲第6番「鳥と天使たち」が7月13日にいずみホールで飯森範親の指揮により行われた。

## 主要作品

### 歌劇
- ネオオペラ「セレスタ」 Op.56（1993年）

### 管弦楽曲

#### 交響曲
- カムイチカプ交響曲（交響曲第1番） Op.40（1990年）
- 交響曲第2番「地球にて」 Op.43（1991年/2002年改訂）
- 交響曲第3番 Op.75（1998年）
- 交響曲第4番 Op.82（2000年）
- 交響曲第5番 Op.87（2001年）
- 交響曲第6番「鳥と天使たち」Op.113（2013年）

#### その他の管弦楽曲
- シリウス賛歌 Op.2（1974年）
- 鳥獣保護区 Op.4（1976年）
- ドーリアン Op.9（1979年）
- 朱鷺によせる哀歌 Op.12（1980年）
- 弥勒効果 Op.33（1987年）
- アトム・ハーツ・クラブ組曲第1番 Op.70b（2000年）
- 鳥はふたたび Op.81（2000年）
- 鳥たちの祝祭への前奏曲 Op.83（2000年）
- 祝典序曲「鳥たちへのファンファーレ」 Op.90-1（2002年）
- 大学祝典序曲 EX Op.103（2008年）
- 鳥のシンフォニア「若き鳥たちに」 Op.107（2009年）

### 協奏曲
- 室内協奏曲 Op.5（1977年）
- ギター協奏曲「天馬効果」 Op.21（1984年）
- ファゴット協奏曲「一角獣回路」 Op.36（1988年）
- トロンボーン協奏曲「オリオン・マシーン」 Op.55（1993年）
- サイバーバード協奏曲 Op.59（1994年）
- ピアノ協奏曲「メモ・フローラ」 Op.67（1997年）
- Fugaku... 霊峰富士によせる7つの響景 Op.88（2002年）
- チェロ協奏曲「ケンタウルス・ユニット」 Op.91（2003年）
- ソプラノ・サクソフォン協奏曲「アルビレオ・モード」 Op.93（2005年）
- 左手のためのピアノ協奏曲「ケフェウス・ノート」 Op.102（2007年）
- マリンバ協奏曲「バード・リズミクス」 Op.109（2010年）

### ピアノ曲
- シリウスの伴星によせる Op.1（1974年）
- レグルス回路 Op.7（1979年）
- プレイアデス舞曲集 I Op.27（1986年）
- プレイアデス舞曲集 II Op.28（1987年）
- プレイアデス舞曲集 III Op.35（1988年）
- プレイアデス舞曲集 IV Op.50（1992年）
- プレイアデス舞曲集 V Op.51（1992年）
- ピアノ・フォリオ（1997年）
- プレイアデス舞曲集 VI Op.71（1998年）
- プレイアデス舞曲集 VII Op.76（1999年）
- プレイアデス舞曲集 VIII Op.78a（2000年）
- プレイアデス舞曲集 IX Op.85（2001年）
- タピオラ幻景 Op.92（2004年）
- アイノラ抒情曲集 Op.95（2006年）
- ゴーシュ舞曲集 Op.96（2006年）

### 室内楽曲
- 歪んだ真珠の牧歌 Op.3（1975年）
- デジタルバード組曲 Op.15（1982年）
- ピアノ四重奏曲「アルリシャ」 Op.30（1987年）
- ギターソナタ「空色テンソル」 Op.52（1992年）
- アトム・ハーツ・クラブ・カルテットOp.70（1997年）
- メタルスネイル組曲 Op.80（1999年）
- チェシャねこ風パルティータ Op.94（2005年）
- ライラ小景 Op.99（2006年）
- さえずり鳥ブログ Op.101（2007年）
- オニオン・バレエ組曲 Op.104（2008年）

### 邦楽
- 雨月譜 Op.11（1980年） 尺八と十七絃
- 双魚譜 Op.26（1986年） 尺八と二十絃
- 「七五三」三部作
  - もゆらの五ツ Op.41（1990年） 二十絃
  - なばりの三ツ Op.54（1992年） 十七絃
  - すばるの七ツ Op.78（1999年） 二十絃
- 鳥夢舞 Op.69（1997年）
- 夢あわせ夢たがえ Op.74（1998年） 二十絃、クラリネット、ヴァイオリン、チェロ
- 星夢の舞（ほしゆめのまい） Op.89（2002年） 横笛、尺八4、篳篥、笙、三味線、琵琶、十三絃4、二十絃2、十七絃2、打楽器2
- 夢寿歌（ゆめ・ほぎうた） Op.100（2007年）

### マンドリンオーケストラ
- 虹色機関 Op.53（1993年）

### テープ
- マーマレイド回路（1984年）

### 放送・映画音楽
- アストロボーイ・鉄腕アトム（テレビアニメ、2003年）
- ヴィヨンの妻 〜桜桃とタンポポ〜（映画、2009年）
- 平清盛（NHK大河ドラマ、2012年）

### ポップス
- 柴田恭兵
  - 「ランニング・ショット」「真夜中のステップ」（1986年）
  - 「クリスマスを追いかけて」「12月の雨」「一枚の写真」（1990年）
- ZONE「true blue」（町田紀彦との共作）（2003年）

### 編曲
- 新・動物の謝肉祭（室内楽版）（2009年）
- アメリカ Remix（ピアノと管弦楽版）（2009年）
- タルカス（管弦楽版）（2009年）
- シューベルト＠ピアノ協奏曲（シューベルトのピアノソナタ21番の協奏曲版）(2000年)

## 著書
- 『魚座の音楽論』音楽之友社（1987年）
- 『世紀末音楽ノオト』音楽之友社（1994年）
- 『図解クラシック音楽大事典』学習研究社（2004年）
- 『吉松隆の楽勝!クラシック音楽講座』学習研究社（2004年）
- 『吉松隆の空耳!クラシック名曲ガイド』学習研究社（2005年）
- 『夢みるクラシック交響曲入門』ちくまプリマー新書（2006年）
- 『クラシック音楽は「ミステリー」である』講談社+α新書（2009年）
- 『「運命」はなぜハ短調で扉を叩くのか? 調性で読み解くクラシック』ヤマハミュージックメディア（2010年）
- 『知識ゼロからの世界の10大作曲家入門』幻冬舎（2012年）
- 『作曲は鳥のごとく』春秋社（2013年）
- 『吉松隆の調性で読み解くクラシック』(1冊でわかるポケット教養シリーズ)ヤマハミュージックメディア 2014
- 『吉松隆の図解クラシック音楽大事典』イラスト・文. 学研パブリッシング 2015

### 共著・編著
- 『究極のCD200 クラシックの自由時間』立風書房（1995年） 構成・編著
- 『200CD クラシック音楽の探求 古楽への招待』立風書房（1996年）共著
- 『アダージョ読本』音楽之友社（1998年） 編著
- 『西村朗と吉松隆のクラシック大作曲家診断』学習研究社（2007年） 西村朗との共著

## 受賞歴
- 1980年 - オーケストラのための「ドーリアン」で日本交響楽振興財団第2回作曲賞に入選[12]
- 1985年 - ギター協奏曲「天馬効果」が文化庁舞台芸術奨励賞受賞、また翌年第24回レコード・アカデミー賞日本人作品部門賞受賞[13]
- 2010年 - 映画「ヴィヨンの妻 〜桜桃とタンポポ〜」の音楽で第33回日本アカデミー賞優秀音楽賞受賞[14]

## 出演
- FMシンフォニー・コンサート→ブラヴォー!オーケストラ パーソナリティ（NHK-FM放送）
- クラシック新譜情報（NHK-FM、1996年4月5日 - 1998年3月27日）
- 「音楽家名鑑 手塚アニメを彩った音の魔術師たち 第6回 吉松隆」、手塚ファンmagazine、Vol.150、（2003年4月1日発行）、頁6－9。※ 手塚治虫ファンクラブによるインタビュー記事。
- 題名のない音楽会「クラシックmeetsロック〜新作!プログレ交響組曲」（テレビ朝日、2011年2月20日）

## 関連人物
- 藤岡幸夫 - 指揮者[15]。吉松の作品に惚れ込み、吉松の言葉では「悪魔的に」乗り込んできた。多くの作品を初演、録音。特に交響曲第3番は（吉松の当初予定にはなかったことだが）藤岡に献呈された曲である。また交響曲第4番の第2楽章の音形には藤岡の名前がある。シャンドスに吉松を紹介したのも藤岡とされ、高校と大学を通じての後輩でもある。藤岡は吉松に「（今はその域まで達していないが）人生の半分を賭けてもいい」と語るほど入れ込んでおり、吉松は藤岡と出会ったことで「新しい右手を得た」と語っている。